# Mark (viktenhet)
Mark, en gammal germansk viktmåttenhet som framför allt användes för metall.
Mark är det äldsta svenska viktmåttet som tillkom för att väga ädelmetaller. Kryddor och smör och en del andra livsmedel vägdes under medeltiden vanligen i markpund vågvikt eller besmansvikt. Handelsvaror i övrigt vägdes sällan under vikinga- och medeltid, utan mättes eller räknades var och en efter sina förutsättningar. Redan på vikingatiden användes en mark om ca 200-210 gram. Under medeltiden varierade markens vikt något. Uppgifter från två påvliga kollektorer på besök i Sverige 1327-28 visar att stockholmsmarken då motsvarade 207,2 gram och skaramarken 213,3 gram. Enligt Hans Forssells beräkningar var den svenska myntviktsmarken på 1500-talet och i början av 1600-talet 210,6 gram. Från senmedeltiden indelades ädelmetallmarken ("lödig mark") i 16 lod = 64 kvintin, vilket ersatte den tidigare indelningen en mark = 8 öre = 24 örtugar. Från och med 1600-talets måttreformer definierades marken som 1/2 skålpund = 212,5 gram.